# Пролетарская революционная организация
Пролетарская революционная организация, Непал (непальск. क्रान्तिकारी सर्वहारा सङ्घठन नेपाल; англ. Proletarian Revolutionary Organisation, Nepal, PRON), изначально Форум коммунистического единства Непала (непальск. कम्युनिष्ट एकता सम्पर्क समिति नेपाल) — непальская коммунистическая организация, существовавшая в 1974—1978 годах.
Основана в июле 1974 года коммунистами, столкнувшимися с разногласиями с Коммунистической партией Непала под началом Пушпы Лал Шрестхи. Группа была образована в западном Непале и в изгнании в Индии. Организация публиковала издание Рато Jhanda («Красное знамя»). Идеологией группы провозглашался «марксизм-ленинизм-идеи Мао Цзэдуна», а целью — создание боевой и хорошо организованной коммунистической партии. Группа обвиняла Ман Мохана Адхикари, Пушпу Лал Шрестху и Мохана Бикрама Сингха в фракционерстве
Группа была реорганизована в 1976 году под названием «Пролетарская революционная организация, Непал». В 1977 году группа выступила с новым анализом и провозгласила теорию «Боддхисатва-маоизма». Она провозглашала Будду и Мао Цзэдуна представителями «одной и той же линии мышления»: «Пока идеи Мао не соединят с буддизмом, ни буддийская религия не сможет получить общенациональное признание, ни идеи Мао не смогут передать государственную власть угнетенному и эксплуатируемому народу Непала»
Тем не менее, большинство членов организации не восприняли концепцию синтеза буддизма и маоизма. В 1978 году внутри группы вспыхнуло несогласие, и она вскоре исчезла с политической сцены. Остатки группы вошли в Рабоче-крестьянскую организацию Непала